# ساولي نينيستو
ساولي نينيستو (Sauli Niinistö؛) ولد في 24 أغسطس 1948 في سالو جنوب فنلندا هو رئيس جمهورية فنلندا الثاني عشر وهو محامي تخرج من جامعة توركو وقد شغل عدة حقائب وزارية قبل توليه الرئاسة في 1 مارس 2012.

## المهنة
بدأ حياته السياسية كرئيس بلدية سالو من 1977 إلى 1992 و انتخب كعضو في البرلمان الانتخابي في الدورة الانتخابية عام1987.
في عام 1994 اختير ليقود حزب الائتلاف الوطني الفنلندي فتم تعينه وزيراً للعدل في فترة حكومة رئيس الوزراء بآفو ليبونن العام 1995.
بعد ذلك عين كمتحدث رسمي للبرلمان الفنلندي في العام 2007.
ترشح نينيستو عن حزب الائتلاف الوطني الفنلندي في الانتخابات الرئاسية في عام 2012، وبفوزه على بيكا هافيستو من الرابطة الخضراء بـ62.6٪ من الأصوات في الجولة الثانية الحاسمة. تولى نينيستو منصبه في 1 مارس 2012، ليكون أول رئيس من حزب الائتلاف الوطني منذ يوهو كوستي بآسيكيفي، الذي غادر منصبه في عام 1956.

## حياته الشخصية
تزوج نينيستو من لينا نينيشتو التي فارقت الحياة على أثر حادث سير عام 1995، ثم تزوج مرةً أخرى من جيني هاوكيو ذات ال35 عاماً في يناير عام 2009.

## روابط خارجية
- ساولي نينيستو على موقع IMDb (الإنجليزية)
- ساولي نينيستو على موقع الموسوعة البريطانية (الإنجليزية)
- ساولي نينيستو على موقع مونزينجر (الألمانية)
- ساولي نينيستو على موقع قاعدة بيانات الفيلم (الإنجليزية)
- ساولي نينيستو على موقع كينوبويسك (الروسية)